# Raahe
Raahe este o comună din Finlanda.